# Georg Friedrich Bärmann
Georg(e) Friedrich Bärmann (latinizado também Baermann, nascido Behrmann; Leipzig, 12 de outubro de 1717 – Wittenberg, 6 de fevereiro de 1769) foi um matemático alemão.

## Formação e carreira
Georg Friedrich Bärmann foi o filho mais velho do advogado polonês real e eleitoral saxão e advogado do consistório Georg Adam Behrmann em Leipzig († 30 de novembro de 1741) e sua mulher Christiana Sophia nascida Paul. Tinha três irmãos mais novos. No momento da morte do pai seus dois filhos mais velhos já haviam escolhido a grafia "Bärmann" para o sobrenome (forma latinizada: Baermann), enquanto o nome de nascimento de Behrmann ainda é registrado para os dois irmãos mais novos nos anos de 1725 e 1732 nos registros de batismo de Leipzig.
Depois de frequentar a escola secundária em Schulpforta, estudou matemática e teologia na Universidade de Leipzig a partir de 1730, onde foi aluno de, dentre outros, Johann August Ernesti, obtendo o bacharelado em 29 de novembro de 1732. Durante seus estudos mudou para a Universidade de Marburgo, onde foi aluno de Christian Wolff. Em 17 de fevereiro de 1735, quando voltou a Leipzig, obteve o grau de mestre em filosofia.
Em 1745 assumiu a cátedra de Johann Matthias Hase em matemática inferior em Wittenberg. Como membro da Deutsche Gesellschaft (Sociedade Alemã) em Leipzig, ele promoveu os mesmos empreendimentos em Leucorea e escreveu “Kurze Anleitung zur deutschen Sprachkunst” (Breve Guia da Arte da Língua Alemã), que foi publicado postumamente em 1776. Em 1755 sucedeu Johann Friedrich Weidler na cátedra de matemática superior.
O mérito de Bärmann reside particularmente no campo da álgebra. É dele que vem a primeira prova geral das fórmulas das somas de potências das raízes das equações estabelecidas por Isaac Newton.

## Obras

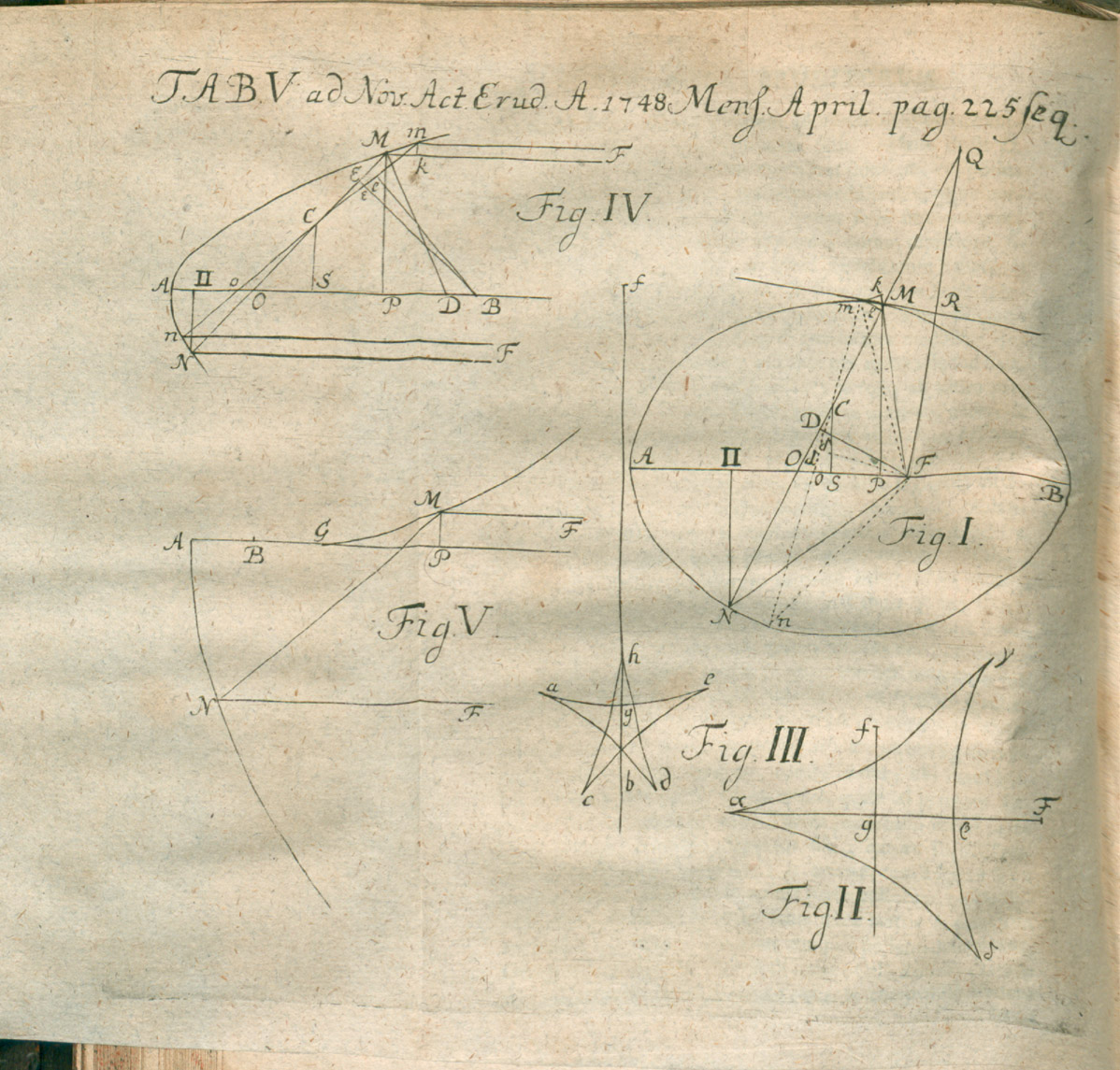
Ilustração de Analysis Problematis geometrici publicado em Acta Eruditorum, 1748

- Ilustração de Analysis Problematis geometrici publicado em Acta Eruditorum, 1748Elementorum Euclidis libri XV ad Graeci contextus fidem recensiti et ad usum tironum accomodati, Leipzig 1744
- De vectibus curvilineis, Leipzig 1737
- Analysis problematis geometrici, in: Acta Eruditorum, Leipzig 1748
- De solutione cubicarum aliarumque aequationum ope sinuum, Wittenberg 1751
- Theorematis algebraici demonstratio, Wittenberg 1751
- Kurze Anleitung zur deutschen Sprachkunst für die Jugend, Wittenberg 1776

ver também: Johann Christian Poggendorff: Biographisch-literarisches Handwörterbuch zur Geschichte der exacten Wissenschaften. Band I, 1863, und Johann Christoph Adelung: Fortsetzung und Ergänzungen zu Christian Gottlieb Joechers Allgemeinem Gelehrten-Lexico. Band I, 1784, Spalte 1336